# Jack Goldstone
Jack Goldstone (° 30 september 1953) is een Amerikaans socioloog, politiek wetenschapper en historicus, gespecialiseerd in het onderzoek van sociale bewegingen, revoluties, politieke demografie en de 'opkomst van het Westen' in de wereldgeschiedenis. Hij is auteur van 13 boeken en meer dan 150 wetenschappelijke bijdragen. Hij wordt erkend als een leidende autoriteit op het gebied van de studie van revoluties en sociale veranderingen op de lange termijn. Zijn werk heeft fundamentele bijdragen geleverd aan onderzoeksgebieden als de cliodynamica, de economische geschiedenis en de politieke demografie.
Hij was de eerste historicus die in detail de cyclische langetermijnrelatie documenteerde tussen mondiale bevolkingscycli en cycli van politieke rebellie en revolutie.
Goldstone behoorde tot de “Californische school" in de wereldgeschiedenis, die het clichébeeld van een “dynamisch” Westen versus een “stagnerend” Oosten verving door een ‘late divergentie’ model waarin de Oosterse en Westerse beschavingen tot de 18e eeuw soortgelijke politieke en economische cycli ondergingen, en Europa toen door technische doorbraken het stadium van de industrialisatie bereikte. 
In 2020 waarschuwde Goldstone voor een mogelijke burgeroorlog in de Verenigde Staten.